# 레무리아
레무리아(Lemuria 또는 Limuria)는 인도양 상에 존재했다고 알려진 가설 상의 대륙으로, 흔히 아프리카의 마다가스카르섬에서 인도 아대륙의 남부 지역, 그리고 오스트레일리아 대륙의 서부 지역에 이르는 거대한 대륙으로 묘사되고 있다.

## 개요
레무리아 대륙에 대한 전설은 인도의 고대 도시인 마두라이와 관련된 전설에도 언급이 되며, 그 이외에도 남인도의 대부분에서 이와 비슷한 전설이 전해지고 있다. 하지만, 레무리아의 존재를 사실이라고 주장한 최초의 사례는 1864년에 영국의 동물학자인 필립 스클래터에 의해서였다. 당시에는 새로운 이론이었던 진화론에 근거해 여우원숭이의 진화 과정을 조사하던 스클래터는 여우원숭이의 화석이 인도 뿐만 아니라, 동아프리카의 마다가스카르섬과 오스트레일리아의 웨스턴오스트레일리아주 일대에서도 발견되는 것에 의문을 품었다. 

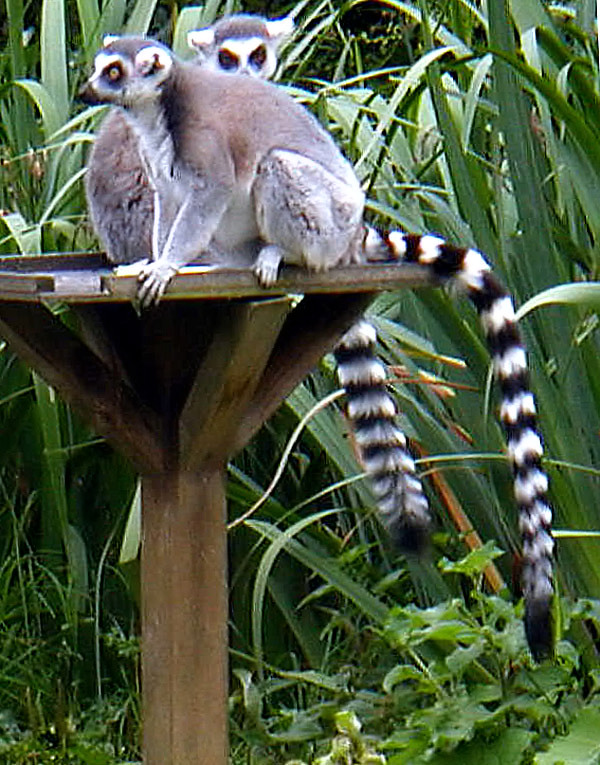
레무리아 대륙의 어원이 된 여우원숭이

당시는 대륙이동설이 발표되기 이전이었으므로, 스클래터는 이 사실을 선사시대 인도양에 존재했을 것으로 여겨지는 대륙의 존재를 가정하여 설명하려 했고, 그 대륙의 이름을 스클래터는 여우원숭이의 학명(Lemuriformes)에서 따서 '레무리아'(Lemuria)라고 명명하였다. 그러나 이후, 1912년에 독일의 지구물리학자인 알프레트 베게너가 대륙이동설을 발표하자, 스클래터의 가설은 곧 폐기되었다.

## 같이 보기
- 아틀란티스
- 무 대륙
- 쿠마리 칸담